# مقتل سيث ريتش
وقعت جريمة قتل سيث يوم الأحد في 10 يوليو من عام 2016 في الساعة 4:20 صباحًا في حي بلومينغديل في العاصمة واشنطن. توفي ريتش بعد مضي ساعة ونصف على إصابته بطلقين ناريين في الظهر على أيدي مجرمين مجهولين ولأسباب مجهولة، لكن الشرطة اشتبهت بأنه كان ضحية لمحاولة سرقة. كان ريتش البالغ من العمر 27 عامًا موظفًا في اللجنة الوطنية الديمقراطية، وتسبب مقتله في ظهور العديد من نظريات المؤامرة اليمينية، بما في ذلك الادعاء الخاطئ بأن ريتش كان متورطًا في تسريب رسائل اللجنة الوطنية الديمقراطية الإلكترونية في عام 2016، وهذا ما يتعارض مع فروع إنفاذ القانون التي حققت في جريمة القتل. تعارض هذا أيضًا مع قرار اتهام 12 ضابطًا من ضباط المخابرات العسكرية الروسية في يوليو من عام 2018، باختراق حسابات البريد الإلكتروني وشبكات مسؤولي الحزب الديمقراطي واستنتاج مجتمع الاستخبارات الأمريكي أن رسائل البريد الإلكتروني التي سُربت من اللجنة الوطنية الديمقراطية، كانت جزءًا من التدخل الروسي في عام 2016 في انتخابات الولايات المتحدة. ذكرت مواقع تدقيق الحقائق مثل بوليتيفاكت. كوم وسنوبس. كوم وفاكتتشيك. أورغ أن هذه النظريات خاطئة ولا أساس لها من الصحة. كتبت كل من نيويورك تايمز ولوس أنجلوس تايمز وواشنطن بوست أن الترويج لنظريات المؤامرة هذه كان مثالًا على الأخبار الكاذبة.
أدان والدا ريتش أصحاب نظرية المؤامرة وأوضحا أن هؤلاء كانوا يستغلون موت ابنهم لتحقيق مكاسب سياسية، ووصف المتحدث الرسمي باسمهما أصحاب نظرية المؤامرة بأنهم «مختلون اجتماعيًا ومثيرون للاشمئزاز». طلب والدا ريتش من فوكس نيوز التراجع والاعتذار بعد ترويجها لنظرية المؤامرة، وأرسلا خطابًا بالكف والمنع إلى المحقق الذي وظفته فوكس نيوز. أصدرت فوكس نيوز تراجعًا ولكنها لم تعتذر أو تشرح بشكل علني الخطأ الحاصل. رفعت عائلة ريتش دعوى قضائية ضد شركة فوكس نيوز في مارس من عام 2018 لتورطها في «سلوك فاحش وشائن» من خلال اختلاقها قصة تشوه سمعة ابنهم، وبالتالي فقد تسببت عمدًا بإحداث محنة عاطفية لهما. رفض القاضي الدعوى في أغسطس من عام 2018، لكن محكمة الاستئناف سمحت باستئناف القضية في وقت لاحق.

## نشأة سيث ريتش ومهنته
نشأ ريتش في عائلة يهودية في أوهاما في ولاية نبراسكا. تطوع في الحزب الديمقراطي في نبراسكا، وتدرب لدى السيناتور بن نيلسون وكان نشطًا في التوعية اليهودية وعمل مع مكتب الإحصاء الأمريكي. تخرج في عام 2011 من جامعة كريتون بشهادة في العلوم السياسية. انتقل إلى واشنطن العاصمة للعمل في استفتاء غرينبيرغ كوينلان روزنر. بدأ العمل في عام 2014، في اللجنة الوطنية الديمقراطية كمدير لبيانات توسيع الناخبين. طور تطبيقًا للكمبيوتر يساعد الناخبين على تحديد مواقع مراكز الاقتراع، وكان هذا أحد مهامه في اللجنة.

## حادثة إطلاق النار ومقتله
أُطلق النار على ريتش يوم الأحد في 10 يوليو من عام 2016 في تمام الساعة 4:20 صباحًا، على بعد حي من شقته في الركن الجنوبي الغربي من فلاغر بليس ودبليو ستريت نورثويست، في حي بلومينغديل في واشنطن العاصمة.
كان ريتش في لوز سيتي بار في وقت سابق من تلك الليلة، وهي حانة رياضية تبعد 2.9 كم عن شقته في مرتفعات كولومبيا، حيث كان زبونًا دائمًا. غادر عند إغلاق الحانة في نحو الساعة 1:30 أو 1:45 صباحًا. تلقت الشرطة خبر إطلاق النار من أحد محددات إطلاق النار الآلية في الساعة 4:30 صباحًا. وجد ضباط الشرطة ريتش غائبًا عن الوعي ومتعرضًا لجروح متعددة نتيجة إطلاق الأعيرة النارية بعد دقيقة واحدة تقريبًا على إطلاق النار. نُقل إلى مستشفى قريب حيث توفي بعد أكثر من ساعة ونصف على تعرضه لإطلاق النار. يُعتبر عدم إطلاق النار عليه في رأسه دليلًا على أنها لم تكن عملية «اغتيال». تبعًا للشرطة فقد توفي ريتش بعيارين ناريين في الظهر وربما قُتل في محاولة للسرقة. لاحظ السكان أن الحي قد ابتُلي بمحاولات السطو. قالت والدة ريتش لقناة دبليو آر سي- تي في التابعة لشبكة إن بي سي في واشنطن: «كانت هناك مقاومة. هناك كدمات على يديه وركبتيه ووجهه أيضًا، لكنه أُصيب بعيارين ناريين في ظهره، ولم يأخذوا منه أي شيء… لم يكونوا قد انتهوا من سرقته، بل أخذوا حياته». أخبرت الشرطة الأسرة أنهم عثروا على تسجيل من كاميرات المراقبة يُظهر لمحة لأرجل شخصين من المحتمل أنهما القاتلان.

## ما بعد الكارثة
أصدرت ديبي واسرمان شولتز رئيسة المجلس الوطني الديمقراطي بيان حداد على خسارة ريتش في اليوم التالي لإطلاق النار، أشادت من خلاله بعمل ريتش في دعم حقوق الناخبين. تحدثت هيلاري كلينتون بعد يومين من إطلاق النار عن وفاة ريتش خلال خطاب دعت فيه إلى الحد من انتشار الأسلحة.
ظهر والدا ريتش وصديقته الحميمة في سبتمبر من عام 2016 في البرنامج التلفزيوني واسع الانتشار كرايم واتش دايلي للحديث عن جريمة قتل ابنهما. خُصصت لوحة وركن للدراجات لذكرى ريتش خارج مقر اللجنة الوطنية الديمقراطية في أكتوبر من عام 2016. أطلق كنيس بيث إيل في أوهاما منحة دراسية باسم ريتش لمساعدة الأطفال اليهود على حضور المعسكرات الصيفية.
قبلت عائلة ريتش خدمات برو بونو للعلاقات العامة المجانية من عضو مجموعة الضغط الجمهوري جاك بوركمان في سبتمبر من عام 2016. عقدت عائلة ريتش مع بوركمان مؤتمرًا صحافيًا حول جريمة القتل في نوفمبر من عام 2016. أطلق بوركمان في يناير من عام 2017 حملة إعلانية في شمال غرب العاصمة يبحث من خلالها عن معلومات تتعلق بموت سيث. شملت هذه الحملة اللوحات الإعلانية وتوزيع المنشورات. أخبر بوركمان وسائل الإعلام في أواخر فبراير أنه يمتلك دليلًا يثبت تورط الحكومة الروسية في وفاة ريتش وهكذا ابتعدت عائلة ريتش عن بوركمان. بدأ شقيق ريتش في 19 مارس من عام 2017، آرون حملة غوفاندمي في محاولة لجمع 200,000 دولار للتحقيق الخاص وأنشطة التوعية العامة وصندوق المكافآت.
اقترب إد بوتوفسكي (صديق لمستشار ترامب ستيف بانون ومساهم دائم في فوكس نيوز) من عائلة ريتش، ونصحهم بجعل فوكس نيوز تشارك مع المحقق السابق في جرائم القتل رود ويلير في التحقيق بجريمة قتل ريتش. قال بوتوفسكي أنه نُصح بويلير. أعطت عائلة ريتش تصريحًا لويلير للتحقيق على الرغم من عدم توظيفه للمهمة. نفى بوتوفسكي تورطه في القضية عندما سألته شبكة سي إن إن، لكنه اعترف لاحقًا بتورطه وعرض دفع أتعاب ويلير. بعد تأكيد ويلير على الروابط بين ريتش وويكيليكس في مقابلة أجراها في 15 مايو من عام 2017، تراجع عن هذا التأكيد لاحقًا؛ إذ قال المتحدث باسم عائلة ريتش إن العائلة ندمت على تعاونها مع ويلير، رفع ويلير بعد ذلك دعوى قضائية ضد شركة فوكس نيوز في 1 أغسطس من عام 2017، بسبب الألم النفسي والمحنة العاطفية التي لحقت به، مدعيًا أن تصريحاته قد زُيفت ثم نُشرت بناء على طلب ترامب.